# Poręba (Leśnica)
Pour les articles homonymes, voir Poręba.
Poręba est une localité polonaise du gmina de Leśnica, située dans le powiat de Strzelce en voïvodie d'Opole.